# シェーガ

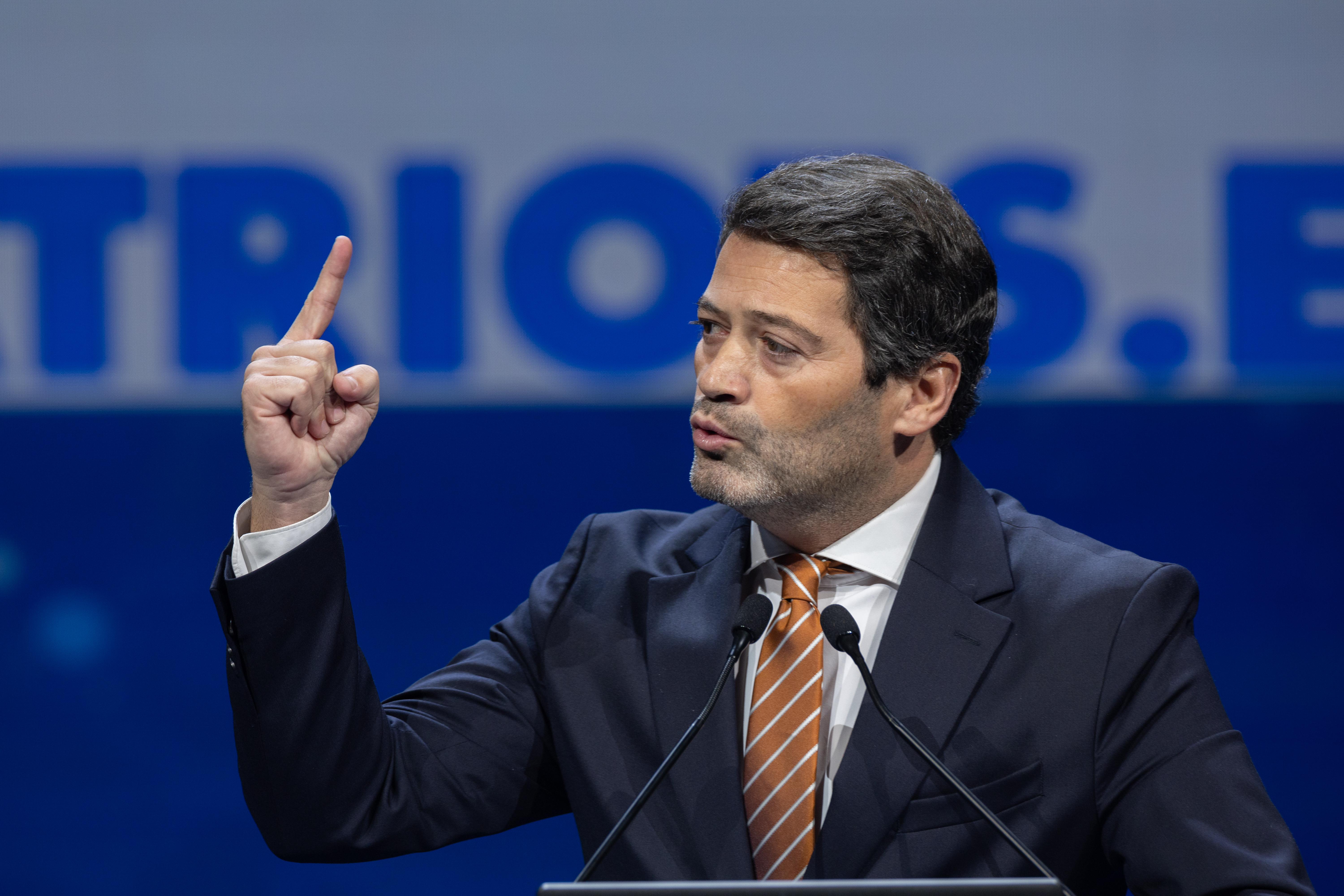
マドリードでの欧州極右の政治集会にて演説するヴェントゥーラ党首（2025年）

シェーガ（葡: CHEGA, [ˈʃeɣɐ]）は、ポルトガルの極右・ポピュリスト政党。党名は、ポルトガル語で「もうたくさん」を意味する。
2019年、アンドレ・ヴェントゥーラによって結党された。ヴェントゥーラは、司祭見習いやサッカー解説者などの経歴があり、中道右派の社会民主党で活動していた。国民保守主義・欧州懐疑主義・リバタリアニズムを主張している。2025年5月の総選挙で第2党となった。

## 政策

### 社会政策
終身刑、死刑の復活、そして再犯した強姦犯に対する化学的去勢を支持している。また、中絶、同性婚、そして性自認に反対している。

### 経済政策
現行制度が「働いて財産を築いた人々にとって残酷で攻撃的であり、収入の半分を奪っている」とみなし、税負担の軽減を主張している。さらに、官僚機構の縮小と官僚数の削減を主張し、それらが「ポルトガルの競争力の低迷」の主な原因の一つであると主張している。

### 外交政策
EUに対する立場は、欧州懐疑主義的と言われている。党は加盟国間の物品、資本、サービス、人の自由な移動という「四つの自由」原則を支持するとしているが、「ギリシャ・ローマとユダヤ・キリスト教の原則を共有することで結ばれた主権国家のヨーロッパ」を主張し、加盟国における国家の政治的意思決定へのEUによる介入に反対している。またブリュッセルからより独立した外交・経済政策を追求するよう求め、EUによる移民・難民の強制的な割り当てを拒否している。さらにEUが連邦国家を目指すならばポルトガルはEUを離脱すべきだと主張している。

## 選挙結果

### 共和国議会
2024年3月に行われた議会選挙で、12議席から48議席と大幅に議席を増やした。2025年5月の総選挙で第2党となった。
| 選挙 | 党首                     | 得票率    | %         | 議席     | +/-  | 政府 |
| ---- | ------------------------ | --------- | --------- | -------- | ---- | ---- |
| 2019 | アンドレ・ヴェントゥーラ | 67,826    | 1.3 (#7)  | 1 / 230  | 新党 | 野党 |
| 2022 | アンドレ・ヴェントゥーラ | 399,659   | 7.2 (#3)  | 12 / 230 | 11   | 野党 |
| 2024 | アンドレ・ヴェントゥーラ | 1,169,781 | 18.1 (#3) | 50 / 230 | 38   | 野党 |
| 2025 | アンドレ・ヴェントゥーラ | 1,438,554 | 22.8 (#3) | 60 / 230 | 10   | 野党 |